# ياكوفليف ياك-7
ياكوفليف ياك-7 (بالإنجليزية: Yakovlev Yak-7)‏ هي طائرة مقاتلة من صناعة ياكوفليف. كان أول طيران لها في 23 يوليو 1940. دخلت الخدمة في 1942.